# Die Hölle von Macao
Die Hölle von Macao ist ein deutsch-französisch-italienischer Abenteuerfilm aus dem Jahr 1967 mit Robert Stack und Elke Sommer in den Hauptrollen.

## Handlung
Während er verbotene Aufnahmen von rotchinesischen Bewachern einiger Mädchen bei der Feldarbeit nahe der Grenze zur portugiesischen Kolonie Macau macht, wird der amerikanische Fotoreporter Cliff Wilder von einem der bewaffneten Chinesen entdeckt. Man eröffnet das Feuer auf ihn. Cliff flieht. An der Küste sieht er ein kleines Motorboot, das einem Danny Mancini gehört. Verfolgt von einem schnellen Küstenwachboot der Chinesen entkommen die beiden Westler und tauchen im Schiffsgewirr des nahe liegenden Hafens von Macau unter. Dort lädt Cliff zum Dank Danny zu einem Drink in der Hafenspelunke ein. Danny fühlt sich offensichtlich von einem blonden Typen europäischer Herkunft verfolgt, denn als dieser sich der Bar nähert, drückt er Cliff etwas Eingewickeltes in die Hand und entflieht durch die Hintertür. Dannys Verfolger kommt in die Bar gestürmt und folgt diesem durch die Hintertür. In seinem Hotelzimmer will Cliff gerade ein Bad nehmen, da hört er, wie jemand in sein Zimmer eindringt. Es ist eine junge Blondine, die sich als Lily Mancini vorstellt, die Frau seines Retters. Sie möchte von ihm das Päckchen haben, dass Danny ihm auf der Flucht in die Hand gedrückt hat. Cliff gibt sich ahnungslos und lässt sich auch nicht auf ihre Forderung ein, als Lily einen Revolver zückt. Cliff entwaffnet sie und wirft sie aus seinem Zimmer, nicht bevor er die schöne Unbekannte geküsst hat.
Am Abend will sich Cliff wie verabredet mit Danny in einem Nachtclub treffen. Dannys blonder Verfolger vom Tage, ein gewisser Hugo, ist auch schon da. Eine Tänzerin mit bunten Federboas tanzt Cliff an und sagt ihm en passant, wo er Danny treffen könne. Cliff geht zu diesem Treffpunkt, doch dort erwartet ihn nicht etwa der kurz zuvor verschleppte Danny, sondern zwei chinesische Schläger, die ihn beseitigen wollen. Plötzlich taucht Dannys blonder Verfolger wieder auf und hilft Cliff, will ihn aber offensichtlich selber entführen. Cliff kann mit dem Wagen des Blonden entkommen und fährt zurück zur Tänzerin, um sie sich vorzuknöpfen. Doch diese Jasmine umgarnt ihn, einzig allein in der Absicht, um herauszubekommen, wo Cliff das Päckchen Dannys hat. Als dieser behauptet, er habe es der Barchefin Madame Vulcano gegeben, rastet Jasmine aus. Kaltlächelnd verlässt Cliff das Zimmer. Währenddessen foltern mehrere Chinesen Danny mit einem Schneidbrenner, um herauszubekommen, wo er das Päckchen versteckt habe. Wieder zurück auf seinem Zimmer erwartet Cliff dort ein weiterer Mann. Er stellt sich als Francis Pinto vor, ist seines Zeichens Polizeichef von Macau und hat einige Fragen an Cliff. Als beide wenig später erneut die Bar aufsuchen, um mit Jasmine zu sprechen, liegt diese in ihrem Zimmer: ermordet. Anschließend erfüllt Polizeichef Pinto Cliffs Wunsch, ihn endlich zu Mancini zu bringen. Doch der liegt aufgebahrt in einem Beerdigungsinstitut, durch schwere Brandwunden ums Leben gekommen. An seinem Sarg steht die trauernde Witwe Lily. In einem Moment des Unbeobachtetseins, steckt Cliff dem Toten im Sarg heimlich das schmale Päckchen, das ihm der Tote am Tag zuvor zugesteckt hatte, ins Jackett. Dann kommen zwei Institutsangestellte und schrauben den Sarg zu.
Wieder in seinem Büro, erklärt Inspektor Pinto, worum es hier eigentlich geht: Ein Medaillon mit einem chinesischen Drachen, das als seit 2000 Jahren verloren gegolten hatte, sei plötzlich wieder aufgetaucht. Es sei ungeheuer wertvoll, da es der Schlüssel zu einem gewaltigen Schatz eines früheren Chinesenkaisers sei. Von nun an lassen ihn die verschiedenen Parteien, die fest davon überzeugt sind, dass sich Cliff im Besitz dieses Medaillons befinde, keine Sekunde mehr aus dem Auge. Eine mysteriöse Frau, eine gewisse Tina, bittet Cliff zu sich. Die attraktive Chinesin residiert in einem palastartigen Anwesen am Rande Macaus. Cliff ahnt, dass sie wohl kaum einen amerikanischen Fotografen zu sich bitten würde, nur um für 500 Dollar die Stunde Aufnahmen von sich machen zu lassen. Nach erstem vollen Körpereinsatz wird Cliff klar, dass es auch dieser Person einzig um Mancinis verschwundenes Medaillon gehen könne. Tina ist die Anführerin einer Chinesenbande, die in ihren Mitteln nicht eben zimperlich ist. Vor Cliffs Augen wird derjenige Chinese, der Mancini zu Tode gefoltert hat, wiederum selbst gefoltert: mit aus einem kleinen Maskenmedaillon herabträufelnder Säure. Als plötzlich Pinto auf der Bildfläche erscheint, wird dem Amerikaner klar, dass dieser irgendwie in der Sache drinhängt. Dennoch erweist sich seine Anwesenheit als Vertreter der Polizei als Rettung, und Cliff verlässt im Schutz Pintos das für ihn gefährlich werdende Ambiente.
Am Abend besucht Cliff das schwimmende Casino Macaus. Dort trifft er erneut auf Lily Mancini, die hier als Croupière arbeitet. Chef des Casinoschiffs ist ein gewisser Brandon, der wiederum die „weiße“ Gangsterbande auf der Jagd nach dem Medaillon anführt. Sein Mann fürs Grobe ist der Cliff bereits bekannte Blonde zu Beginn der Geschichte, Hugo. Ohne Umschweife bietet Cliff Brandon das Medaillon an, wenn dieser ihm im Gegenzug eine halbe Million Dollar zahle. Beim Handschlag der beiden schlägt Cliff ihn für all die durch ihn und Seinesgleichen in der letzten Zeit erlittenen Unbilden kurzerhand nieder, wird aber von weiteren Aktionen durch den bewaffneten Hugo abgehalten. Wilder wird an den Händen gefesselt und zu einer nächtlichen Badetour ganz besonderer Art vor die Haustür gebracht. Ein Motorboot schleift ihn durch das Hafenwasser, um ihn zum Reden zu bringen. Während der von Brandon spöttisch so genannten „Royal Tour“ verschwindet Cliff in der Nacht. Man hört einen Schuss, das Motorboot kehrt zurück, kracht in die Hafenanlage und explodiert. Wilder hingegen ist nicht mehr auffindbar. Er wurde von Tinas Leuten „befreit“ und zugleich gekidnappt. Denn auch sie verlangt, unter dem Hinweis, es handele sich dabei um ein „nationales, chinesisches Erbe“, von Cliff das Medaillon. Als er nicht sofort spurt, lässt jedoch auch sie die Fäuste ihrer Schläger für sie sprechen. Dabei ersticht Cliff Tinas ‘rechte Hand‘ mit einem Kamerastativ. Plötzlich tauchen in der Villa auch Brandons Halunken auf. Es kommt zu einer wüsten Schlägerei und Messerwerferei, bei der die Gegner der verschiedenen Gangsterbanden sich gegenseitig dezimieren. Auch Cliff bekommt dabei einiges ab. Mit einem beherzten Sprung ins Freie entkommt er jedoch.
Reichlich derangiert erscheint Cliff Wilder im Boudoir von Lily Mancini und fällt ihr direkt vor die Füße. Lily kümmert sich um Cliff, pflegt seine Wunden und päppelt ihn auf. Wieder zu Kräften gekommen, eilt Cliff zum Friedhof, wo Danny beerdigt wurde. Doch er muss feststellen, dass das Grab freigeschaufelt und der Sarg geöffnet wurde. Das über Dannys Brust verstaute Medaillon ist verschwunden. Dafür ist Pinto mit einer halben Hundertschaft seiner Leute angerückt. Während Cliff beim nächsten Treffen Lily beschuldigt, das Artefakt an sich genommen zu haben, hat Pinto zu einem Gipfeltreffen aller drei Interessensparteien -- er, Brandon und Tina -- eingeladen. Man schließt einen vorübergehenden Burgfrieden, um gemeinsam das verschwundene Kleinod aufzuspüren. Tina sagt zu, sich um Lily „kümmern“ zu wollen, da sie davon ausgehe, dass die Witwe das Medaillon an sich genommen haben muss. Tatsächlich hat Lily das Schmuckstück am Grabstein des Nachbargrabes versteckt und dies dem wütenden Cliff gebeichtet. Ehe das Medaillon in die Hände der Konkurrenz geraten kann, schleicht sich Cliff in der folgenden Nacht erneut auf den Friedhof und nimmt es an sich. Bis in die Morgenstunden hinein zeichnet Cliff das Medaillon auf einem Stück Papier nach und geht anschließend in Lilys Wohnung. Diese ist aufgebrochen und verwüstet, Lily verschwunden. Der Amerikaner stürmt daraufhin zum Casinoschiff und verprügelt dort erst einmal Brandons Männer, in der Annahme, dass diese hinter Lilys Verschwinden stecken.
Doch Lily befindet sich längst in Tinas Folterkammer, wo sich die Hausherrin mit Brandon und Pinto zu einem fröhlichen Stelldichein zusammengefunden haben. Madame Tina gedenkt, die benötigten Informationen durch ihre bewährte Säure-Tröpfchen-Methode herauszukitzeln. Da stürmt plötzlich Cliff ins Geschehen – in der einen Hand eine Pistole, in der anderen das Medaillon. Im Gegenzug zu Lilys Freilassung wirft Cliff Tina das Medaillon herüber. Dann verlassen das junge Paar und die drei Ganoven das Anwesen in unterschiedliche Richtungen. Rasch beginnen sich die Verbündeten auf Zeit zu misstrauen, zumal Pinto zusammen mit Wilder gesichtet wurde. Pinto, Cliff und Lily sind des Nachts unterwegs, um mit der Medaillonzeichnung in einem Tempel den eigentlichen Schatz aufzuspüren. Anhand der Zeichnung erkennen die Drei, welchen Stein sie aufmeißeln müssen und steigen schließlich in ein unterirdisches Gewölbe herab. Als Cliff, Lily und Pinto einen gewaltigen goldenen Reiter vor sich sehen, wissen sie, dass sie die Schatzkammer erreicht haben. Die Freude über die prall gefüllte Schatztruhe währt nur kurz, da erschallt ein Schuss: Brandon und Tina sind eingetroffen. Zwischen Cliff und Brandon kommt es zum Kampf. Ein Schuss löst sich, die Halteseile der Schatzkammersperren-Verankerungen  zerbersten, und alle sind nunmehr eingeschlossen. Cliff will nicht aufgeben und buddelt sich, mit Brandons Hilfe, ein Loch ins Freie. Dann müssen Brandons Gefangene die Truhe an die Erdoberfläche schleppen. Zu spät bemerken alle Beteiligten, dass sie sich auf rotchinesisches Territorium herausgebuddelt haben.
Während Cliff, Lily und Pinto fliehen, liefern sich die bewaffneten Tina und Brandon mit den heranstürmenden, rotchinesischen Soldaten ein Feuergefecht. Dabei wird Tina getötet. Brandon schießt wild um sich und wirft eine Handgranate. Da er nicht mehr entkommen kann, zerrt er die Schatztruhe wieder zurück in die Grabkammer. Inzwischen haben die chinesischen Soldaten das Loch im Erdboden entdeckt und werfen gleichfalls Handgranaten hinein. Dies bringt die gesamte Schatzkammer zum Einsturz. Brandon wird mit all den Schätzen unter den Trümmern begraben. Wie zu Beginn der Geschichte kann Cliff, mit Lily und Pinto im Schlepptau, in letzter Sekunde den Rotchinesen entfliehen und ins sichere Macau entkommen. Pinto, der nie den Tod aber stets die Armut gefürchtet hat, bleibt nur noch das wertlos gewordene Medaillon, das ihn Tina mit spöttischem Kommentar in der Schatzkammer „geschenkt“ hatte. Erschöpft und ausgelaugt wirft er es enttäuscht hinter sich fort. Doch ganz arm ist er nicht: Pinto hat in weiser Voraussicht drei Edelsteine – zwei blaue und einen roten – mitgehen lassen und teilt sie brüderlich mit Lily und Cliff.

## Produktionsnotizen
Der von Artur Brauners CCC-Filmkunst produzierte Streifen wurde zwischen dem 19. August und dem 9. November 1966 abgedreht. Die Uraufführung fand am 20. Januar 1967 in Stuttgart statt. Während die Innenaufnahmen in den Berliner CCC-Studios aufgenommen wurden, entstanden die Außenaufnahmen in Hongkong.
Peter Hahne hatte die Produktionsleitung. Die Bauten stammen von Hans-Jürgen Kiebach und Ernst Schomer, die Kostüme von Paul Seltenhammer. Die Produktionskosten beliefen sich auf rund fünf Millionen DM.
Um den Streifen international besser vermarkten zu können, sprachen alle Beteiligten vor der Kamera Englisch. In den USA wurde Die Hölle von Macao unter den Titeln The Corrupt Ones und The Peking Medallion vertrieben.
In einer kleinen Nebenrolle ist Susanne Hsiao als ein Mädchen bei der Feldarbeit zu sehen.

## Kritik
„In der Portugiesen-Kolonie Macau, an Rotchinas Grenze, fällt dem Bilderblatt-Reporter Cliff (der amerikanische TV-Spieler Robert Stack) ein antikes Medaillon in die Hand -- es weist den Weg zum Schatz in einem Grabmal. Dies Mal suchen mehrere, wodurch der Film zum simplen Hieb- und Stich-Fest wird. Der Schatz bleibt dennoch ungehoben: Beim Endkampf in der Grabeshöhle fällt Papp-Gestein der Spandauer Studios auf Gold und Gangster. ‚Billige Filme‘, erfand Brauner ein Bonmot, ‚sind mir zu teuer.‘ Aber Geld allein (fünf Millionen Mark für die ‚Hölle‘) macht auch nicht glücklich.“

„Ein mit einer für die Entstehungszeit handelsüblichen Portion an Sex und Brutalität durchsetzter trivialer Abenteuerfilm voller Unwahrscheinlichkeiten, lieb- und ideenlos inszeniert.“

„Abenteuermüll, lediglich dazu da, die Zeit herumzukriegen.“

„Mit einem besseren Dialog für seine zahlreichen grotesken Charaktere hätte der Film einen umhauen können.“

„‚The Corrupt Ones‘ ist ein Reißer von Abenteuergeschichte, aber der Film verdient einiges Lob für sein halsbrecherisches Erzähltempo und seine wilden Kampfszenen. Auf der Sollseite stehen einige unnötig sadistische Folterszenen. Wie hätten Sie‘s denn gern? Der Film bietet eine Auswahl: eine Azetylen-Fackel oder herabtropfende Säure. (…) ‚The Corrupt Ones‘ wurde in Macau und Hongkong nett fotografiert, plus einige Nachbauten einer Macao-Straße in West-Berlin. James Hill, der ‚Born Free‘ and ‚A Study in Terror‘ gedreht hat, handhabt diesen Film auf eine schnelle und effektive Weise. Dies gelingt ihm bei neun Zehntel des Films, gegen Ende hin geht ihm jedoch die Luft aus.“

„Der Film zeichnet sich durch ein Übermaß an Sadismus aus und ist zudem langweilig und dilettantisch gemacht. Abzuraten.“